# Hosjö-Kalven
Hosjö-Kalven är en sjö i Hofors kommun i Gästrikland och ingår i Gavleåns huvudavrinningsområde.